# アドリエン・トレベル
アドリエン・トレベル（Adrien Trebel 、1991年3月3日 - ）は、フランス・ドルー出身のプロサッカー選手。シャルルロワSC所属。ポジションはMF。

## 経歴
いくつかのチームでのプレーを経て、13歳の時にFCナントのアカデミーに入団。
2011年2月12日、リーグ・ドゥ第23節のヴァンヌOC戦でプロデビュー。2011年10月14日のFCイストル戦でプロ初ゴールを決めた。ナントがリーグ・アンに昇格した2012-13シーズン以降は序列が低下しジョルダン・ヴェレトゥの後塵を拝した。2014年1月、6月に切れる契約の延長を拒否したが、このことが原因でミシェル・デル・ザカリアン監督によって干された。
2014年5月21日、ベルギーのスタンダール・リエージュと4年契約を結んだ。
2017年1月15日、RSCアンデルレヒトに移籍。2022年1月31日、FCローザンヌ・スポルトにレンタル移籍。
2023年8月22日、シャルルロワSCに移籍。

## タイトル
アンデルレヒト
- ジュピラー・プロ・リーグ: 2016-17
- ベルギー・スーパーカップ: 2017